# Heo Gyun

Heo Gyun(3 de novembro de 1569 - 24 de agosto de 1618; Hanja:許筠, Hangul:허균), foi um acadêmico, poeta, artista, filósofo, políticos da coreano dinastia Joseon. ele foi um membro da Facção do Norte(北人, 북인), e um seguidor de Yi Dal. 

## Página Principal
- Heo Gyun (em coreano)
- Heo Gyun (em coreano)
- Heo Gyun (em coreano)